# Cień wątpliwości
Cień wątpliwości lub W cieniu podejrzenia (ang. Shadow of a Doubt) – amerykański film kryminalny z 1943, w reżyserii Alfreda Hitchcocka.

## Fabuła
Rodzinę Newtonów w kalifornijskim mieście Santa Rosa odwiedza dawno nie widziany wujek Charlie. Najbardziej cieszy się najstarsza córka Newtonów, Charlotta zwana „mała Charlie”, która swoje imię odziedziczyła po wujku, i która zawsze była jego ulubioną siostrzenicą. W ślad za wujkiem pojawia się para detektywów, którzy podejrzewają, że Charlie jest poszukiwanym seryjnym zabójcą. Wkrótce siostrzenica zaczyna także podejrzewać, że jej wuj jest mordercą.

## Obsada
- Teresa Wright – Charlotte „Charlie” Newton
- Joseph Cotten – wujek Charlie Oakley
- Macdonald Carey – detektyw Jack Graham
- Henry Travers – Joseph Newton
- Patricia Collinge – Emma Newton
- Hume Cronyn – Herbie Hawkins
- Wallace Ford – Fred Saunders
- Edna May Wonacott – Ann Newton
- Irving Bacon – zawiadowca stacji